# Марчелло, Алессандро
Алесса́ндро Марче́лло (итал. Alessandro Ignazio Marcello, 1 февраля 1673, Венеция — 19 июня 1747, Венеция) — венецианский композитор. Брат Бенедетто Марчелло.

## Жизнь и творчество
Алессандро Марчелло происходил из дворянской семьи. Прежде всего он был математиком, философом и поэтом. Музыку Марчелло сочинял для своего удовольствия и считался композитором-любителем.
В числе сохранившихся произведений А. Марчелло — 12 сольных кантат, 12 скрипичных сонат, а также 18 концертов для различных солирующих инструментов с оркестром. Самым известным из них является впервые опубликованный в 1717 году концерт для гобоя и струнных ре минор (ранее ошибочно приписывавшийся Б. Марчелло). Его переложение для клавира позже выполнил И. С. Бах (BWV 974). Свои произведения публиковал под псевдонимом Эте́рио Стинфа́лико (Eterio Stinfalico).

## Произведения
- 12 сольных кантат (1708)
- Концерт для гобоя и струнных ре минор (1717)
- 12 скрипичных сонат (1738)